# Руссийон, Жером
Жером Руссийон (фр. Jérôme Roussillon; род. 6 января 1993, Сарсель) — гваделупский и французский футболист, защитник сборной Гваделупы.

## Клубная карьера
Родился 6 января 1993 года, в городе Сарсель. На юношеском уровне выступал за команды «Клерфонтен» и «Сошо». В первом сезоне за основной состав «Сошо» провёл 22 матча, в которых забил один гол. 2 мая 2012 года дебютировал за клуб, выйдя на замену в матче против «Аяччо». Первый гол забил в ворота «Валаньсена» в 11-м туре сезона 2012/2013. После вылета команды во второй дивизион, присоединился к «Монпелье». В 2018 году стал игроком «Вольфсбурга», подписав контракт на четыре года. 25 августа 2018 года дебютировал за клуб в матче против «Шальке 04». 1 сентября 2018 года забил первый гол в составе «волков» в матче против «Байера» во втором туре. В конце сезона повредил берцовую кость, из-за чего пропустил конец сезона 2018/19. В сезоне 2019/20 он участвовал с Вольфсбургом в групповом этапе Лиги Европы. Его команда вылетела на стадии 1/8 финала, уступив 1:5 по сумме двух матчей донецкому Шахтёру.
В декабря 2020 года переболел инфекцией COVID-19. 12 января 2023 года Руссийон присоединился к клубу «Унион Берлин».

## Карьера в сборной
Выступал за юношеские сборные Франции. За сборную Франции до 20 лет дебютировал 5 февраля 2013 года в матче против сверстников из Португалии и отыграл 45 минут.